# Вільям Джордж Грегорі

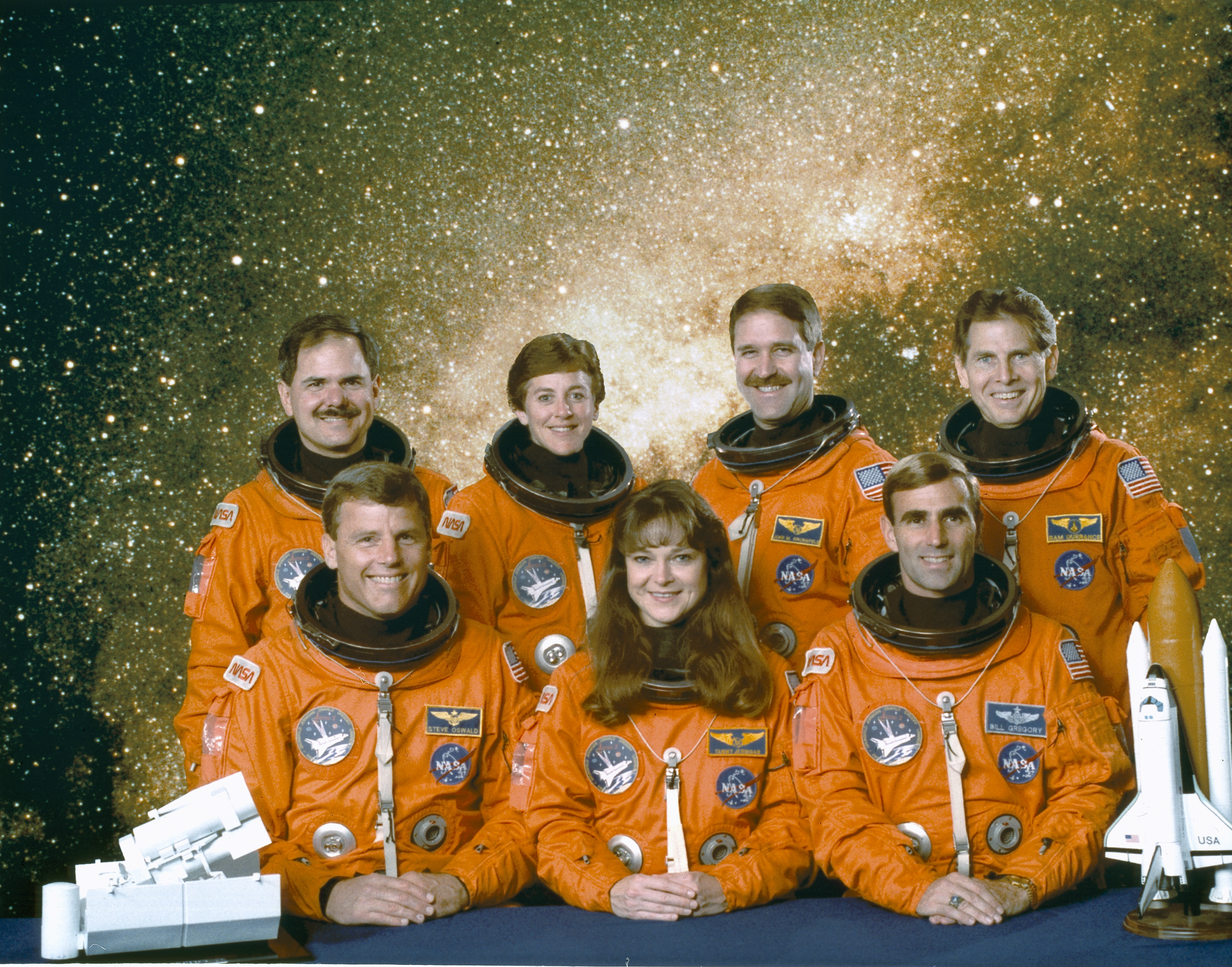
Екіпаж STS-67:Зліва направо — Перший ряд: Освальд, Джерніган, Грегорі; Задній ряд: Парізе, Лоуренс, Грансфелд, Дарранс

Вільям Джордж Грегорі (англ. William George 'Borneo' Gregory) нар. 1957) — астронавт НАСА. Здійснив один космічний політ на шатлі: STS-67 (1995, «Індевор»), підполковник ВПС США.

## Особисті дані та освіта
Вільям Грегорі народився 14 травня 1957 року в місті Локпорт, штат Нью-Йорк, де 1975 року закінчив середню школу. Брав активну участь в русі «Бойскаути Америки». У 1979 році отримав ступінь бакалавра в галузі машинобудування, Академія ВПС США, місто Колорадо-Спрінгз, штат Колорадо. У 1980 році отримав ступінь магістра в галузі машинобудування, Колумбійський університет, місто Нью-Йорк. У 1984 році отримав ступінь магістра в галузі державного управління Тройський університет, Штат Алабама.

## Підготовка до космічних польотів
У січні 1990 року був зарахований до загону НАСА в складі тринадцятого набору, кандидатом в астронавти. Став проходити навчання за курсом загальнокосмічної підготовки (ЗКП). По закінченні курсу, в липні 1991 року отримав кваліфікацію «пілот шатла» й призначення в Офіс астронавтів НАСА. До польоту в космос працював в Лабораторії електронного устаткування, зустрічав астронавтів, літав на літаках T-38 Talon, займався безпекою польотів, у Центрі космічних досліджень імені Кеннеді, штат Флорида, входив до групи допоміжного персоналу, був оператором зв'язку.

## до НАСА
З 1981 по 1986 рік, Грегорі служив льотчиком-винищувачем на моделях D і F літака F-111F. Як льотчик-інструктор служив на авіабазі Локенхіт у Великій Британії і на базі Кеннон, штат Нью-Мексико. 1987 року він закінчив Школу льотчиків-випробувачів ВПС США. У період між 1988 і 1990 роками служив льотчиком-випробувачем на авіабазі «Едвардс», в Каліфорнії. Літав на літаках F-4 Phantom II, А-7D і на всіх моделях F-15. Всього літав на більш ніж 40 типах літаків, має наліт понад 5000 годин...

## Польоти у космос
- Перший політ — STS-67, шаттл «Індевор». З 2 по 18 березня 1995 року, натоді — найтриваліший політ шаттла, як пілот. Екіпажем проводились роботи в космічній обсерваторії багаторазового використання ASTRO-2. Астронавти успішно приземлилися на авіабазі Едвардс в Каліфорнії. Тривалість польоту склала 16 діб 15 годин 8 хвилин[2].

Загальна тривалість польотів у космос — 16 дня 15 годин 8 хвилин.

## Після польотів
Пішов у відставку з ВПС і звільнився з НАСА влітку 1999 року в званні підполковник. Натепер він є віце-президентом із розвитку бізнесу в «Qwaltec Inc.», в місті Темпе, штат Аризона.

## Джерело
- Офіційна біографія НАСА [Архівовано 23 листопада 2013 у Wayback Machine.](англ.)